# Vermoeden van Toeplitz

Een kromme met meerdere ingeschreven vierkanten.

Het Vermoeden van Toeplitz is een door Otto Toeplitz in 1911 geformuleerd meetkundig vermoeden dat luidt:
"In elke enkelvoudige, gesloten, vlakke kromme (Jordan-kromme) kan een vierkant ingeschreven worden."
Dit vermoeden is noch bewezen, noch weerlegd.

## Pogingen tot bewijs
Arnold Emch bewees in 1913 dat het vermoeden waar is voor elke convexe kromme.
Lev Schnirelmann breidde dit in 1929 uit tot krommen waarvan de tweede afgeleide bestaat en continu is.
Heinrich Guggenheimer verbeterde dit bewijs in 1965.
Ogilvy publiceerde in 1950 een bewijs, maar dit bleek fout.
Walter Stromquist bewees in 1989 het vermoeden voor elke lokaal monotone kromme, dat is elke kromme die met pen en papier te tekenen valt. Uitzonderingen zijn onder meer fractalen.
Nielsen en Wright bewezen in 1995 dat het vermoeden juist is voor alle krommen met symmetrie, bijvoorbeeld de Koch-kromme die niet lokaal monotoon is.